# Le due madri
Le due madri è un film del 1938 diretto da Amleto Palermi.

## Trama
Allevato in campagna da una contadina come fosse figlio suo, Salvatore, un giovane pittore, conosce a Napoli la vera madre, un'ex attrice di rivista, che lo aveva abbandonato da piccolo. Partito volontario per la guerra di Spagna, Salvatore torna a casa ferito. Si sposa con la ragazza che lo ha aspettato e sulla nuova famiglia vegliano le due madri.

## Produzione

### Altri tecnici
- Umberto Mancini: direzione orchestrale
- Giovanni Bianchi: suono

## Accoglienza

### Critica
Cesare Vico Ludovici in Film del 28 gennaio 1939 " C'è in questo film, una scena indimenticabile: la telefonata. Che questa telefonata sia teatro al cento per cento, non guasta. Che dall'un capo del filo ci sia De Sica e dall'altro Bella Starace Sainati, giova. Ma la scena risulta anche di per sé uno di quei momenti i quali, pur nel loro carattere ingenuo e popolare, sono di autentica efficacia e di vivo sapore lirico. Il film avrà in Italia un successo di cassetta. Del resto la profezia non è difficile, trattandosi di un film a carattere dialettale, in cui trionfano le qualità della signora Starace, capace di strappare le lacrime e dell'applauso. Al passivo del film metteremo tutte le scene mondane ".